# Porto Murtinho
Porto Murtinho est une municipalité de l'État du Mato Grosso do Sul au Brésil, créée après la Première Guerre mondiale par la Companhia Matte Larangeira.
Elle fait partie de la Microrégion du Baixo Pantanal dans la Mésorégion du Pantanais du Mato Grosso do Sul.